# Леонтьев, Георгий Карпеевич
Георгий Карпеевич Леонтьев (род. 14 апреля 1951, Тавда, Свердловская область) — российский государственный и политический деятель. Депутат Государственной думы Федерального собрания Российской Федерации III, IV и V созывов.

## Биография
В 1973 году окончил Уральский политехнический институт им. С. М. Кирова, а в 1996 — Российскую академию государственной службы при Президенте РФ.
С 1990 по 1992 год — председатель исполкома Заречного поселкового Совета, затем глава администрации Заречного поссовета. С 1991 по 1993 год — депутат Свердловского областного Совета народных депутатов, член малого Совета. С 1992 по 1996 год — глава администрации Заречного. С 1996 года — глава муниципального образования «Город Заречный». С 1997 года — вице-президент Союза наукоградов России.

### Депутат госдумы
В декабре 1999 года был избран депутатом Государственной Думы ФС РФ третьего созыва по Каменск-Уральскому одномандатному избирательному округу № 163 (Свердловская область).
7 декабря 2003 года был избран депутатом Государственной Думы ФС РФ четвёртого созыва по тому же избирательному округу. В Госдуме вошёл в состав фракции «Единая Россия».
Награждён в 2005 году медалью ордена «За заслуги перед Отечеством» II степени.
2 декабря 2007 года избран депутатом Государственной Думы РФ пятого созыва в составе федерального списка кандидатов, выдвинутого Всероссийской политической партией «Единая Россия». Член Комитета ГД по энергетике. Член Комиссии ГД по мандатным вопросам и вопросам депутатской этики.